# Арнемска битка
Арнемска битка (енгл. Battle of Arnhem), вођена 17-30. септембра 1944, била је део операције Маркет Гарден. Завршена је победом Немаца.

## Позадина
Немци су половином септембра 1944. зауставили савезнике на Зигфридовој линији, дуж Мозела, Мезе и канала Меза-Шелда. Неорганизоване комуникације, које су се одужиле на преко 400 км, изазвале су велике тешкоће у снабдевању савезничких армија, нарочито погонским горивом и муницијом. Без снага и средстава за наставак офанзиве на Западном фронту, савезничка Врховна команда одлучила је 10. септембра 1944. да офанзиву настави само британска 2. армија у Холандији, уз садејство 1. ваздушнодесантне армије, с тим да њене бокове штите активним дејством америчка 1. и канадска 1. армија. Операцију би припремила, потпомогла и подржавала скоро сва савезничка стратегијска и тактичка авијација, а транспортна авијација била би употребљена за пребацивање и снабдевање ваздушнодесантних трупа.
Планом (операција Маркет-Гарден) предвиђено је да 1. ваздушнодесантна армија (британска 1, америчке 82. и 101. ваздушнодесантна дивизија и Пољска падобранска бригада) под командом генерала Алберта Браунинга, изврши десант 17. септембра 1944. ради заузимања прелаза на каналима и рекама дуж главног друма: Ајнтховен-Храве-Најмехен-Арнем како би се омогућило британској 2. армији (5 1/2 пешадијских дивизија и 3 и по оклопне дивизије), генерала Демсија, да брзо продре северно од Рајне.
У ваздушним припремама савезника које су трајале 5 дана (11-16. септембар) учествовала је читава бомбардерска авијација (4.700 тешких и 6.000 средњих авиона). Бачено је преко 13.000 тона бомби на саобраћајне објекте у Рајнској и Рурској области. Од 16. септембра тежиште ваздушног напада пренето је на аеродроме, ради неутралисања немачке авијације, у чему су постигнути добри резултати, а сутрадан непосредно пред почетак десанта, 1.134 тешка бомбардера напала су ПВО положаје дуж правца лета ваздушнодесантних конвоја. У исто време је 212 авиона тактичке авијације подржавало напад 2. армије, дејствујући нарочито на ПВО положаје и трупе. Од 4.600 савезничких авиона свих врста, колико је тог дана учествовало у борби, изгубљена су 73 (1.6%).